# Taras Boulba
Taras Boulba is een Belgisch bier. Het wordt gebrouwen door Brasserie de la Senne  (“De Zenne Brouwerij”) te Brussel.

## Achtergrond
Bernard Leboucq en Yvan De Baets, twee Brusselse bierbrouwers, hadden eerst een microbrouwerij in Sint-Pieters-Leeuw, maar omdat die te klein werd, weken ze uit naar Brussel. Ze brouwen verschillende bieren op een artisanale wijze, niet gefilterd, niet gepasteuriseerd, zonder additieven. De naam van het bier verwijst naar de roman Taras Boulba (ook “Taras Bulba”) van Nikolaj Gogol. Taras Boulba trekt met twee zonen met de Kozakken ten strijde tegen de Polen. Eén van de zonen was echter reeds verliefd op een Pools meisje en vindt haar terug tijdens de oorlog. Hij helpt haar aan brood. Taras ontdekt dit en doodt zijn zoon. De Zenne Brouwerij vertaalde dit gegeven naar de strijd tussen Vlamingen en Walen in België. Op het etiket staat een boze circusdirecteur met een biervat boven zijn hoofd, klaar om het naar zijn zoon te gooien. Hij roept: “Smeirlap!” De commentaar op het etiket: “Awel merci! Taras Boulba es roezeg van kolaire! Zanne zaune es mi een wolline getraut!" Dit is Brussels dialect voor: “Ziedaar, Taras Boulba is razend kwaad. Zijn zoon is met een Waalse getrouwd!”

## Het bier
Taras Boulba is een troebel blonde, sterk gehopte ale van hoge gisting met een alcoholpercentage van 4,5%.